# Neobisium stankovici
Neobisium stankovici är en spindeldjursart som beskrevs av Bozidar P.M. Curcic 1972. Neobisium stankovici ingår i släktet Neobisium och familjen helplåtklokrypare. Inga underarter finns listade i Catalogue of Life.